# Aberdeenshire
Aberdeenshire er en af Skotlands 32 Council areas. Hovedbyen er Aberdeen, der dog tilhører sin egen region – Aberdeen.
Det nuværende Aberdeenshire blev oprettet i 1996.

## Byer
- Peterhead (17,790)[1]
- Fraserburgh (12,540)[1]
- Inverurie (11,529)[1]
- Westhill (11,220)[1]
- Stonehaven (10,820)[1]
- Ellon (9,910)[1]
- Portlethen (7,327)[2]
- Banchory (7,111)[3]
- Turriff (4,804)[4]
- Kintore (4,476)[5]
- Huntly (4,461)[6]
- Banff (3,931)[7]
- Kemnay (3,830)[5]
- Macduff (3,711)[8]

## Seværdigheder
- Balmoral Castle, kongefamiliens slot i Highlands
- Bennachie
- Braemar Castle
- Burn O'Vat
- Cairness House
- Cairngorms National Park
- Corgarff Castle
- Crathes Castle
- Causey Mounth, oldtidsvej
- Drum Castle
- Dunnottar Castle
- Fetteresso Castle
- Fowlsheugh Nature Reserve
- Haddo House
- Herscha Hill
- Huntly Castle
- Kildrummy Castle
- Loch of Strathbeg
- Lochnagar
- Monboddo House
- Muchalls Castle
- Pitfour estate
- Portlethen Moss
- Raedykes Roman Camp
- Floden Dee
- Floden Don
- Sands of Forvie Nature Reserve
- Slains Castles, Old of New
- Stonehaven Tolbooth
- Ythan Estuary Nature Reserve